# Mayo Peak
Mayo Peak är en bergstopp i Antarktis. Den ligger i Västantarktis. Inget land gör anspråk på området. Toppen på Mayo Peak är 300 meter över havet.
Terrängen runt Mayo Peak är varierad. Trakten är obefolkad. Det finns inga samhällen i närheten.